# Farkasrét
Farkasrét Budapest egyik városrésze a XII. kerületben, egyben a Széchenyi-hegy délkeleti, ellankásodó lejtője a Márton-hegy és a Sas-hegy között, a tengerszint felett körülbelül 200–250 méter magasságban. Noha lakott területek veszik körbe, a Farkasréti temető szinte teljes egészében lefedi, így a hivatalos kimutatások szerint bejelentett lakossal nem rendelkezik.

## Fekvése
A városrész határai: Bürök utca a Hó utcától  – Németvölgyi lépcső – Németvölgyi út – Érdi út – Márton Áron tér – Rácz Aladár út - Hó utca a Bürök utcáig.

## Leírása, története
A terület kiscelli agyagból épült fel, amit glaciális vályog és kőzettörmelékes-agyagos üledék fed, ezért fennáll a csuszamlás veszélye csapadékos időben. Délnyugati oldalán a Farkas-völgy, északi részén a Denevér-árok húzódik.
Nevét Döbrentei Gábor 1847. évi dűlőkeresztelője alkalmával az addigi német Wolfswiesen tükörfordításaként kapta. 1894-ben itt létesítették a Farkasréti temetőt. Farkasrét környékén egykor virágzó szőlőgazdálkodás folyt, ennek emléke a Bősinger (Pösinger)-major, a Kakukk-hegyre vezető turistaút mentén.